# Schtscherbyniwka
Schtscherbyniwka (ukrainisch Щербинівка; russisch Щербиновка Schtscherbinowka) ist eine Siedlung städtischen Typs in der Oblast Donezk im Osten der Ukraine mit etwa 3500 Einwohnern.

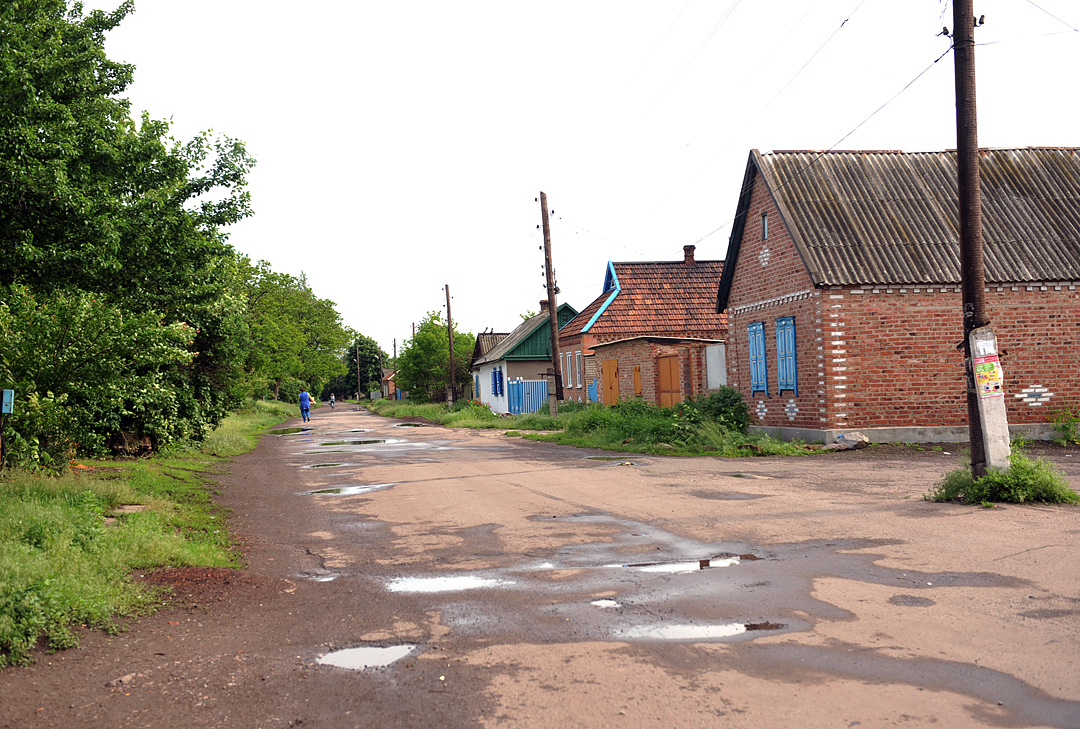
Blick in den Ort

Schtscherbyniwka liegt im westlichen Donezbecken, etwa 4 Kilometer westlich des Stadtzentrums von Torezk und 49 Kilometer nördlich vom Oblastzentrum Donezk. Durch die Siedlung am Ufer des Krywyj Torez verläuft eine Nebenbahn von Kostjantyniwka nach Jassynuwata.
Die Ortschaft wurde im 17. Jahrhundert gegründet, 1938 erhielt sie den Status einer Siedlung städtischen Typs.
Am 12. Juni 2020 wurde die Siedlung ein Teil der neugegründeten Stadtgemeinde Torezk, bis dahin bildete sie zusammen mit der Siedlung städtischen Typs Petriwka die gleichnamige Siedlungsratsgemeinde Schtscherbyniwka (Щербинівська селищна рада/Schtscherbyniwska selyschtschna rada) als Teil der Stadtratsgemeinde Torezk.
Am 17. Juli 2020 wurde der Ort ein Teil des Rajons Bachmut.